# فرودگاه کرتینا
فرودگاه کرتینا (به انگلیسی: Cortina Airport) (به زبان بومی: Aeroporto di Cortina) یک فرودگاه با کد یاتا CDF است . این فرودگاه در شهر کورتینا دامپتزو کشور ایتالیا قرار دارد و در ارتفاع ۱۲۰۰ متری از سطح دریا واقع شده‌است.